# 意味変化
意味変化(いみへんか、semantic change)は、単語の意味が時代の変化に応じて、拡張、縮小されたり、移動することを意味する。

## 事例

### 意味の移動
- 速度違反: 道路の規定された制限速度を破ることを意味するか、朝鮮語では、結婚前の妊娠を意味する俗語でも使われる。

### 意味の拡張
- bug(バグ): 虫 → コンピュータプログラムの欠陥

### 意味の縮小
- 花見：花　→　「桜」の花を見ることを意味する。